# Al Manar (huyện)
Huyện Al Manar là một huyện thuộc tỉnh Dhamar, Yemen. Đến thời điểm năm 2003, huyện này có dân số 49390 người